# کهوریان
کهوریان (نام علمی: Mimosoideae) نام یک زیرخانواده از تیره باقلاییان است.